# Quinto Julio Balbo
Quinto Julio Balbo (en latín, Quintus Iulius Balbus) fue un senador romano de finales del siglo I y comienzos del siglo II, que desarrolló su carrera política bajo Nerón, la dinastía Flavia, Nerva y Trajano. 

## Carrera
Su primer cargo conocido fue el de consul suffectus entre los meses de septiembre y octubre de 85, bajo Domiciano. Logró sobrevivir a los siguientes años del imperio de Domiciano, para alcanzar a ser nombrado procónsul de la provincia Asia entre 100 y 102, bajo Trajano.

## Descendencia
Su hijo fue Quinto Julio Balbo, consul suffectus en 129, bajo Adriano.